# Typhlodromips hamiltoni
Typhlodromips hamiltoni är en spindeldjursart som först beskrevs av Chant och Yoshida-Shaul 1978.  Typhlodromips hamiltoni ingår i släktet Typhlodromips och familjen Phytoseiidae. Inga underarter finns listade i Catalogue of Life.